# L'Enfant qui disait n'importe quoi
L'Enfant qui disait n'importe quoi est un court roman pour la jeunesse, de l'écrivain français André Dhôtel édité par la maison Gallimard en 1968. Le texte illustré par Claudine Legastelois a été publié en 1978 dans la collection Folio junior, dirigée par Jean-Olivier Héron et Pierre Marchand, toujours chez Gallimard.

## Synopsis
Alexis Rousselande est un jeune garçon, à l'origine malade, atteint de graves troubles de santé, qui, de dix à quinze ans, a été placé chez son grand-père, Monsieur Grégoire, habitant le vaste domaine campagnard et forestier ardennais de Valmarie, situé dans les environs de Revin. Guéri par une vie paisible et campagnarde, Alexis aime se promener et rêvasser dans la forêt du Raulois et ses abords, devenant un observateur assidu des moindres changements ou mouvements de la nature sauvage. De temps en temps, pendant ses jeux avec son ami Placide, fils de cultivateurs, il prononce des mots qui ne veulent rien dire et qu'il invente au fur et à mesure, pour le plaisir. Parmi ces mots « Hodeïdah, Baradera, Hebeloma, Stenochorus, Abramidès etc. ». Puis arrive le jour où il doit rentrer vivre chez ses parents en ville et reprendre ses études, entrant au lycée de Pontbaut. 
L'adolescent Alexis découvre peu à peu un milieu urbain et scolaire, se lie, non sans suspicion et rivalité, avec plusieurs "amis", Didier, Sylvère et Faustin qui complotent dans leur minuscule "Société de Recherches" en quête de mystères et autres étrangetés irrésolues. Au cours d'une promenade, Alexis et ses compagnons d'aventure partent à a recherche de l'origine d'un cri prolongé par un son mystérieux et découvrent un amas d'arbres et de  ronces qui se révèle être un domaine abandonné d'un ancien moulin dont la maison de maître en relativement bon état est adossé à une falaise. L'acrobate Alexis remarque un chalet dissimulé construit à proximité de l'observatoire astronomique sur le toit en dôme et rencontre une vieille demoiselle Félicité Baron, dernière fille marginale des propriétaires du moulin disparus, qui y demeure avec sa servante Rose. Félicité confie à Alexis un de ses grands soucis : sa nièce Blandine a disparu à l'âge de cinq ans, après le départ de son père Roger à l'étranger, avec son oncle Cyriaque, tuteur désigné vivant de divers trafics. Elle le charge sans illusion de la retrouver. La "Société de Recherches" informé par Alexis se met en devoir de retrouver la jeune femme. Un jour de mai, un cirque arrive en ville et les jeunes gens remarquent bien une jeune artiste blonde sur un cheval, Martha Roban qui semble correspondre à la description donnée par la vieille dame. Les enquêteurs en herbe accumulent quelques indices probants, puis perdent pied petit à petit, n'ayant aucune certitude. Le téméraire Alexis parvient à courser, puis parler brièvement à la jeune fille, élevée par son oncle déterminé à faire d'elle une grande artiste du cirque et qui ignore tout de son origine, du moins celle narrée par Alexis. Le tuteur de la jeune fille est intrigué, il les a vus discuter et vient trouver d'abord d'une façon trop franche Alexis à son tour mais va ensuite sournoisement jusqu'à lui offrir ouvertement de l'argent pour qu'il lui rapporte ce que Martha lui confie. Alexis surpris refuse, mais la jeune fille a observé les manigances avec son parent et se méfie désormais du jeune homme. Mettant à profit un nouveau délai, Alexis prouve à la jeune fille troublée par ses révélations inédites, qu'il est digne de confiance. Mais elle lui demande de garder le secret sur leurs conversations, ce qui place Alexis en porte à faux vis-à-vis de ses "amis de la société de recherches", qui se brouillent définitivement avec lui en le rossant dans un terrain vague, puis en le dédaignant à l'école. Le lendemain, la jeune fille a disparu, emmenée par son oncle qui, méfiant, veut l'éloigner de l'influence d'Alexis. Le jeune garçon se désespère, mais il poursuit ses investigations en solitaire, informé par Rose du retour du père de Blandine revenu de son long exil à l'étranger. Alexis esseulé découvre, s'improvisant archéologue des dépôts fluviatiles, diverses reliques de proue et de poupe, d'une petite barque en aval du domaine, charriées par une crue, et parvient à comprendre l'énigme de HOD alias "Hodeïdah", en réalité le nom d'une petite barque que la famille Baron avait offert à Blandine". Pendant les vacances qui suivent, Alexis retourne sur le domaine ardennais de son grand-père Monsieur Grégoire : désabusé du monde scolaire et urbain, Alexis souhaite dorénavant y demeurer à jamais en sauvageon. En observant les villageois du voisinage, notamment depuis les vergers dominant Sognes, avec l'aide précieuse de Placide, il comprend que son aventure de Pontbaut commence à être connue, de même que les cris empreints de néologisme qu'il lançait dans la forêt du Raulois sont répétés à l'envi par la jeunesse rurale des environs de Sognes. Saisie par ces rumeurs paysannes parties au loin, la jeune fille Blandine/Martha en tournée à l'étranger a fugué à la frontière pour venir le retrouver à Valmarie ! Les parents Rousselande ramènent Blandine à son père et à sa tante Félicité. Alexis et dans une moindre mesure la Société de Recherche ont rempli leur délicate mission : Félicité, Roger, Blandine qui se retrouvent forment à nouveau une famille. Les jeunes gens Alexis et Blandine se promettent de rester proches.

## Accueil critique
Dans un article de la revue Enfance en 1968, Marc Soriano donne la présentation suivante, brève et favorable, du roman : « une aventure poétique et tendre à mi-chemin du Pays où l'on n'arrive jamais et du Grand Meaulnes, mais éclairée, et ce n'est pas courant, par d'étonnantes inventions verbales et linguistiques ».